# Dama z pieskiem (film)
Dama z pieskiem (ros. Дама с собачкой, Dama s sobaczkoj) – radziecki film z 1960 roku w reżyserii Iosifa Chejfica będący adaptacją utworu Antona Czechowa o tym samym tytule.

## Obsada
- Ija Sawwina jako Anna Siergiejеwna
- Aleksiej Batałow jako Dmitrij Gurow
- Nina Alisowa jako żona Gurowa
- Pantielejmon Krymow jako von Didenitz
- Jurij Miedwiediew jako czynownik
- Władimir Erenberg
- Jakow Gudkin
- Dmitrij Ziebrow
- Marjana Safonowa
- Galina Baryszewa
- Zinaida Dorogowa
- Kiriłł Gunn
- Michaił Iwanow
- Gieorgij Kurowski
- Swietłana Mazowiecka
- Aleksandr Orłow
- Pawieł Pierwuszyn
- G. Rozanow
- Lew Stiepanow
- Jurij Swirin